# Brigitte Deydier
Brigitte Deydier (Meknès, 12 novembre 1958) è un'ex judoka francese.

## Palmarès
| Anno | Manifestazione  | Sede       | Evento | Risultato | Note  |
| ---- | --------------- | ---------- | ------ | --------- | ----- |
| 1979 | Europei         | Kerkrade   | 61kg   | Oro       |       |
| 1980 | Europei         | Udine      | 61kg   | Argento   |       |
| 1982 | Mondiali        | Parigi     | 66kg   | Oro       |       |
| 1984 | Mondiali        | Vienna     | 66kg   | Oro       |       |
| 1984 | Europei         | Pirmasens  | 66kg   | Oro       |       |
| 1985 | Europei         | Landskrona | 66kg   | Oro       |       |
| 1986 | Mondiali        | Maastricht | 66kg   | Oro       |       |
| 1986 | Europei         | Londra     | 66kg   | Oro       |       |
| 1987 | Mondiali        | Essen      | 66kg   | Argento   |       |
| 1988 | Giochi olimpici | Seul       | 66kg   | Argento   | [ 1 ] |
| 1988 | Europei         | Pamplona   | 66kg   | Bronzo    |       |